# Ricken Patel
Pour les articles homonymes, voir Patel.
 (septembre 2024).
Ricken Patel (Edmonton, 8 janvier 1977) est un entrepreneur anglo-canadien, ancien président fondateur de l'ONG Avaaz.org dont il fut aussi le directeur exécutif. Il est également membre du think tank « Res Publica ».
Il a été qualifié d'Ultimate Gamechanger in Politics (« celui qui bouscule le mieux la donne politique ») en 2009 par le Huffington Post, et Young Global Leader (« jeune leader mondial ») par le Forum économique mondial.

## Études
Né d'une mère russe et anglaise et d'un père indien (né en Afrique du Sud), Ricken Patel est d'abord allé à l'école dans une réserve amérindienne avant d'obtenir une licence du Balliol College d'Oxford et une maîtrise en politique publique de l'école d'études politiques de la John F. Kennedy School of Government.

## Parcours professionnel
Il a vécu en Sierra Leone, au Libéria, en Afghanistan, au Soudan et à New York où il a été consultant successivement pour l'International Crisis Group, l'Organisation des Nations unies (ONU), la Fondation Rockefeller, l'université Harvard, la Fondation Gates, CARE International et l'International Center for Transitional Justice, puis codirecteur de Faithful America.
En 2007, il fonde l'ONG Avaaz.org dont il est ensuite « directeur exécutif »,,.